# Schefflera polita
Schefflera polita là một loài thực vật có hoa trong Họ Cuồng cuồng. Loài này được (Miq.) R.Vig. miêu tả khoa học đầu tiên năm 1909.